# بارك سونغ-جين
بارك سونغ-جين (الكورية: 박성진) هو لاعب كرة قدم كوري جنوبي في مركز الهجوم، ولد في 28 يناير 1985 في كوريا الجنوبية. لعب مع Hwaseong FC ‏.

## وصلات خارجية
- بارك سونغ-جين على موقع دوري كوريا الجنوبية (الإنجليزية)
- بارك سونغ-جين على موقع قاعدة بيانات كرة القدم.إي يو (الإنجليزية)
- بارك سونغ-جين على موقع Soccerway.com (الإنجليزية)